# Горадіс
Горадіс (вірм. Հորադիս) — село в марзі Вайоц-Дзор, на півдні Вірменії. Село розташоване у на південний схід від міста Вайк. Село підпорядковується сільраді сусіднього села Зарітап.